# Alex Yarmak
Alex Yarmak (Справжнє імʼя — Олександр Ярмак, нар. 10 липня 1995, м. Київ) — український музикант та саундпродюсер з Києва. Співпрацював з такими гуртами, як Within Temptation, хейтспіч та BLIND8.
Музичну діяльність розпочав у 2021 році. На початку 2024 року Alex Yarmak розпочав співпрацю з голландським гуртом Within Temptation. Разом випустили пісню про війну в Україні під назвою A Fool's Parade. Гурт оголосив, що всі гроші, зароблені від цієї пісні, будуть спрямовані на допомогу Україні під час російського вторгнення.

## Діяльність
3 2021 року Олександр пише рок-музику як сольний артист під псевдонімом Alex Yarmak і має у своїй дискографії 6 альбомів: Limits, Square Two, Slowdown Sessions, No Pity for the Sinking Ship, Slowdown Sessions II, ROOTS GROW DEEP . Останні три альбоми були написані за час повномасштабного російського вторгнення в Україну та являють собою рефлексію на повʼязані з ним події. Пісні з цих альбомів були представлені в таких кураторських плейлистах на Spotify, як All New Metal, The Core, New Core, Industrial Metal та інших, звідки Олександр і почав отримувати слухачів з-за кордону.
В Україні ж його музику почали слухати у 2022 році після співпраці з гуртом хейтспіч, з яким було випущено дві спільні пісні Stepan Pantera та LINA, а також як соавтор та продюсер він брав участь у записі мініальбому Золоті Пісні 2023. Окрім хейтспіч, Олександр як продюсер та міксінг-інженер співпрацював з рок-гуртом з Києва BLIND8, з яким було зроблено такі пісні, як bulletproof, on my own (спільно з Sable) та abandoned. Також під іменем свого сольного проєкту Alex Yarmak, були випущені спільні пісні з BLIND8, такі як 5АМ та Overcome The Darkness.
На початку 2024 року Олександр співпрацював з голландським гуртом Within Temptation. Вони випустили разом пісню під назвою A Fool's Parade, усі роялті від якої передаються на підтримку українського народу до кінця війни.

## Дискографія
| рік  | Назва альбому                                                          | Коментарі                     | Джерело |
| ---- | ---------------------------------------------------------------------- | ----------------------------- | ------- |
| 2021 | Limits - Дата: 8 березня 2021 року                                     | Автор пісень                  | [ 10 ]  |
| 2022 | Square Two - Дата: 27 січня 2022 року                                  | Автор пісень                  | [ 11 ]  |
| 2022 | Slowdown Sessions - Дата: 31 березня 2022 року                         | Автор пісень                  | [ 12 ]  |
| 2022 | No Pity for the Sinking Ship - Дата: 18 серпня 2022 року               | Автор пісень                  | [ 13 ]  |
| 2022 | Slowdown Sessions II - Дата: 10 листопада 2023 року                    | Автор пісень                  | [ 14 ]  |
| 2023 | ROOTS GROW DEEP - Дата: 15 червня 2023 року                            | Автор пісень                  | [ 15 ]  |
| 2023 | Золоті Пісні 2023 - Дата: 18 серпня 2023 року - у співпраці з хейтспіч | Співавтор і музичний продюсер | [ 16 ]  |

| Назва                 | дата випуску    | Коментарі                          | Разом з           | Джерело |
| --------------------- | --------------- | ---------------------------------- | ----------------- | ------- |
| Consequence           | 15 квітня 2021  | Ремікшер                           | Circle of Dust    | [ 17 ]  |
| 5 AM (ремікс)         | 30 червня 2022  | Автор пісні, музичний продюсер     | BLIND8, Bejenec   | [ 18 ]  |
| Stepan Pantera        | 14 липня 2022   | Співавтор пісні, музичний продюсер | хейтспіч          | [ 19 ]  |
| Overcome the Darkness | 22 вересня 2022 | Гостьовий вокал                    | BLIND8            | [ 20 ]  |
| bulletproof           | 13 квітня 2023  | Музичний продюсер                  | BLIND8            | [ 21 ]  |
| on my own             | 27 липня 2023   | Співпродюсер                       | BLIND8, Sable     | [ 22 ]  |
| A Fool's Parade       | 5 квітня 2024   | Співавтор пісні, гостьовий вокал   | Within Temptation | [ 23 ]  |

## Освіта
2012–2016 — Київський Національний Університет ім. Тараса Шевченка, Економічний факультет. Спеціальність — "Фінанси і кредит". Ступінь: "Бакалавр". 
2016–2018 — Київський Національний Університет ім. Тараса Шевченка, Економічний факультет. Спеціальність — "Банківська справа". Ступінь: "Магістр".